# Pirati dei Caraibi - La maledizione del forziere fantasma (videogioco)
Pirati dei Caraibi - La maledizione del forziere fantasma (Pirates of the Caribbean: Dead Man's Chest) è un videogioco basato sul film omonimo sviluppato dalla Griptonite Games e dalla Amaze Entertainment per Game Boy Advance, Nintendo DS e PSP. Si tratta di un videogioco d'avventura che ricalca la trama del film, aggiungendo alcuni elementi nuovi.

## Modalità di gioco
Il videogioco incorpora elementi dei videogiochi di ruolo permettendo al giocatore di personalizzare il capitano Jack Sparrow e la Perla Nera. La maledizione del forziere fantasma si svolge fra terra e mare. Nelle ambientazioni sulla terra, il giocatore deve sconfiggere avversari, cercare tesori, membri della ciurma e migliorare l'equipaggiamento della propria nave. Nelle ambientazioni sul mare, il giocatore deve viaggiare da un'isola all'altra per far procedere la storia o semplicemente per esplorare l'ambientazione circostante. Quando la Perla Nera si avvicina ad altre navi, sarà ingaggiata una battaglia, in cui se vincitore, il giocatore potrà depredare l'altra nave per procurarsi tesori ed altri beni.

## Personaggi giocabili
- Jack Sparrow
- Will Turner
- Elizabeth Swann
- Perla Nera (solo su GBA e PSP)
- Mortician
- Lord Cutler Beckett
- Guerriero cannibale
- Bambola voodoo
- Capitano pirata
- James Norrington